# 和歌山オフレールステーション
和歌山オフレールステーション（わかやまオフレールステーション）は、和歌山県和歌山市満屋にある日本貨物鉄道（JR貨物）の施設（オフレールステーション）である。2019年3月現在は業態規模を見直し「和歌山新営業所」（わかやましんえいぎょうしょ）を名乗っている。
なお、JR貨物の第二種鉄道事業者区間内ではなく、路線も敷設されていないため貨物駅ではない。

## 歴史
- 1968年（昭和43年）9月1日 - 和歌山操駅が開業。
- 1986年（昭和61年）11月1日 - 和歌山操駅が廃止。施設を流用し和歌山コンテナセンターを設置。
- 1987年（昭和62年）4月1日 - 国鉄分割民営化によりJR貨物の施設となる。
- 1998年（平成10年）8月3日 - 和歌山操駅跡地から現在地に移転。
- 2006年（平成18年）4月1日 - 和歌山オフレールステーションに改称。
- 2018年（平成30年）4月1日 - 和歌山新営業所に改称[1]。

## 概要
和歌山県一帯の鉄道コンテナを集配し、拠点貨物駅へ発送する役割を持つ。
- 取扱貨物は、コンテナ貨物。12ftコンテナのみを取り扱う。
- 吹田貨物ターミナル駅へは当施設からの片道のみ、1日1本のトラック便が設定されている。吹田貨物ターミナル駅から当施設へ直接運行されるトラック便は設定されていない[2]。
- 百済貨物ターミナル駅との間に1日2往復、安治川口駅との間に1日1往復、大阪貨物ターミナル駅との間に1日1往復、それぞれトラック便が設定されている[2]。

## 施設周辺
- 和歌山県道14号和歌山打田線
- 日本通運和歌山ペリカン・アロー支店
- JR西日本 和歌山線 紀伊小倉駅・布施屋駅
- 紀ノ川